# 原狮海象属
原狮海象属（学名：Prototaria）是海象科下的一个属。

## 下属物种
本属包括以下物种：
- 扁头原狮海象 Prototaria planicephala Kohno, 1994
- 始祖原狮海象 Prototaria primigena (Takeyama & Ozawa, 1984)